# Онвевиј
Онвевиј (фр. Anvéville) насеље је и општина у северној Француској у региону Горња Нормандија, у департману Приморска Сена која припада префектури Авр.
По подацима из 2011. године у општини је живело 273 становника, а густина насељености је износила 64,54 становника/km². Општина се простире на површини од 4,23 km². Налази се на средњој надморској висини од 115 метара (максималној 152 m, а минималној 87 m).

## Демографија
| 1962. | 1968. | 1975. | 1982. | 1990. | 1999. | 2011. |
| ----- | ----- | ----- | ----- | ----- | ----- | ----- |
| 235   | 241   | 201   | 201   | 195   | 247   | 273   |

График промене броја становника у току последњих година